# Korobov TKB-408
Korobov TKB-408 là loại súng trường tấn công áp dụng cấu hình bullpup sớm nhất, sử dụng cơ chế nạp đạn bằng khí nén, do German A. Korobov thiết kế. Súng tham gia cuộc thử nghiệm năm 1946 để chọn ra loại súng trường tiến công tiêu chuẩn trang bị cho Hồng Quân. Không có bất kỳ loại súng nào vượt qua cuộc thử nghiệm để được chọn ngoại trừ khẩu AK-47 của Mikhail Kalashnikov sau rất nhiều sửa đổi để hoàn thiện.
TKB-408 có hai chế độ bắn bán tự động và tự động. Chốt chọn chế độ bắn ở phía bên trái cò súng. Thiết kế này không phù hợp để bắn khi tựa vào vai trái của những người sử dụng tay trái. Súng bắn loại đạn 7,62x39mm M43. Chiều dài toàn bộ của súng là 790mm.